# Должанская сельская община
Должанская сельская общи́на (укр. Довжанська сільська громада) — территориальная община в Хустском районе Закарпатской области Украины.
Административный центр — село Долгое.
Население составляет 16 845 человек. Площадь — 260,7 км².

## Населённые пункты
В состав общины входят 8 сёл:
- Бронька
- Долгое
- Каллов
- Липецкая Поляна
- Ожоверх
- Приборжавское
- Слоповый
- Суха